# Rodolfo Rivarola
Rodolfo Rivarola (Rosário, 18 de dezembro de 1857 — Buenos Aires, 10 de novembro de 1942) foi um advogado, filósofo e professor universitário argentino. 

## Obras
- Mitre – uma década de sua vida política, 1852-1862 (1950)